# Plexaurella grandiflora
Plexaurella grandiflora är en korallart som beskrevs av Addison Emery Verrill 1912. Plexaurella grandiflora ingår i släktet Plexaurella och familjen Plexauridae. Inga underarter finns listade i Catalogue of Life.